# Ludwigia brevipes
Ludwigia brevipes är en dunörtsväxtart som först beskrevs av Long, och fick sitt nu gällande namn av Edwin Hubert Eames. Ludwigia brevipes ingår i släktet ludwigior, och familjen dunörtsväxter. Inga underarter finns listade i Catalogue of Life.